# Waldsteinburg
Die Waldsteinburg, auch Rotes Schloss genannt, ist die Ruine einer Gipfelburg bei 877 m ü. NHN auf dem Großen Waldstein im Fichtelgebirge. Sie wird auch als Westburg in Unterscheidung zur älteren Ostburg bezeichnet.

## Geschichte
Die bereits 1350 erstmals genannte Westburg wurde gebaut, um die ältere Ostburg zu ersetzen, die den Ansprüchen an eine wehrhafte Anlage nicht mehr entsprach. Erbauer und Besitzer waren die Ritter von Sparneck.

### Das Ministerialengeschlecht der Sparnecker
Die Herren von Sparneck herrschten jahrhundertelang über ein Gebiet, das ungefähr dem ehemaligen Landkreis Münchberg entsprach. Das Schloss Waldstein war fester Bestandteil des Besitzes dieser einst mächtigen Familie. Als ihr bekanntester Vertreter auf dem Waldstein gilt Rüdiger von Sparneck (um 1300–1364/68), der 1336 als Pfalzgraf in Eger genannt wurde. Als der böhmische König zum Kaiser Karl IV. gekrönt wurde, rückte das Machtzentrum des Heiligen Römischen Reiches in die unmittelbare Reichweite der Sparnecker; der Burg Waldstein fiel damit eine wichtige Rolle im Machtgefüge des westlichen Egerlandes und der benachbarten Regionen zu. Die Zeit gilt als die Blütezeit der Herren von Sparneck und so verlieh der mächtiger gewordene Rüdiger am 13. Juli 1364 Münchberg die Nürnberger Stadtrechte. Sein Sohn Hans I. von Sparneck wurde am 28. April 1352 in das Domkapitel von Bamberg aufgenommen. Unter anderem verpfändete er den Waldstein an Konrad von Neuberg. Es gelang ihm allerdings zusammen mit seinen Brüdern Erhard (1364–1417), Friedrich I. (1364–1415) und Pabo II. (1364–1373) dem Kaiser den Waldstein als Lehen zu übertragen.

### Zerstörung der Burg durch den Schwäbischen Bund 1523

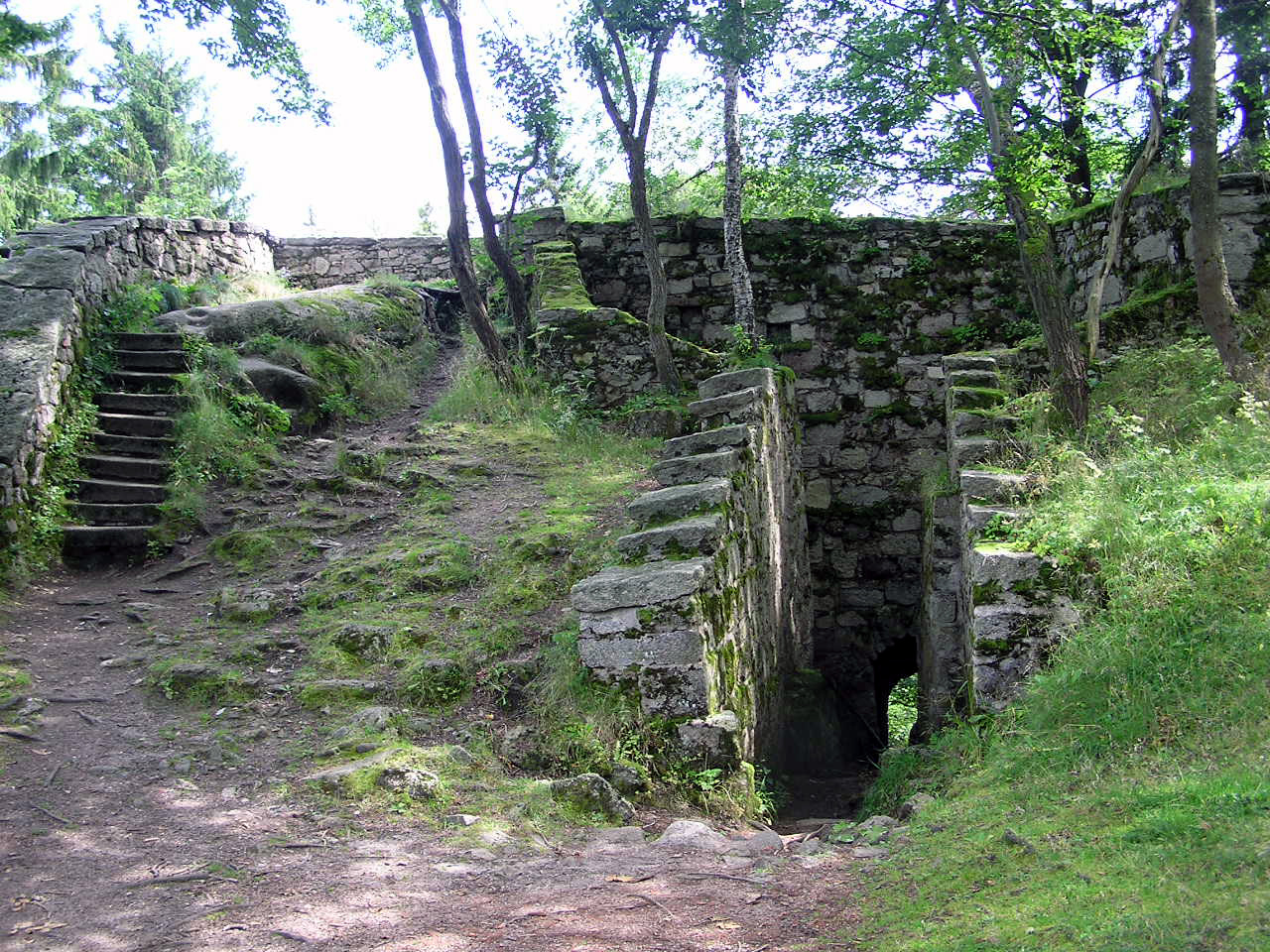
Der Innenhof der Hauptburg

In der Mitte des 15. Jahrhunderts betätigten sich viele einst mächtige Herren in einer Weise, die später als Raubrittertum bezeichnet wurde, um so ihren Besitz zu erhalten und, wenn möglich, zu vergrößern. Hierbei tat sich Hans Thomas von Absberg besonders hervor, der um 1500 ganz Franken terrorisierte. Er entführte mehrmals Kaufleute und verlangte für ihre Freilassung ein hohes Lösegeld. Am 24. Juni 1520 überfiel er eine Gruppe Reisender am Hahnenkamm. Graf Joachim von Oettingen, der mit der Gruppe zog, wurde im Handgemenge so schwer verwundet, dass er am 6. Juli seinen Verletzungen erlag. Dieses Ereignis wurde auch dem Schwäbischen Bund und Karl V., der gerade zum deutschen Kaiser gekürt worden war, gemeldet. Er verhängte daraufhin die Reichsacht über den Absberger. Im Mai 1521 überfiel Absberg eine Gruppe von Heimkehrern vom Reichstag in Worms in der Knittlinger Steige. Dabei fielen ihm Hans Lamparter von Greiffenstein (Sprecher des Kaisers) und Johann Lucas, der im Auftrag des Kaisers Geldgeschäfte abwickelte, in die Hände. Nach mehreren Stationen wurden die Gefangenen auf den Waldstein, der sichersten Burg im ganzen Fichtelgebirge, gebracht, die Wolf und Christoph von Sparneck gehörte.
Im Januar 1523, nach einem Jahr und 38 Tagen Gefangenschaft, gelang ihnen allerdings mit „Gottes Hilfe“ die Flucht und sie gaben in Nürnberg die Sparnecker als Helfer des Absbergers an. Am 1. Juni wurde ein gewaltiges Heer, das aus 10.000 Fußsoldaten und 1.000 Reitern bestand und 100 Büchsen, 33 Kanonen und 900 Pfund Schwarzpulver mit sich führte, aufgestellt. Am 11. Juli erreichten die Truppen das Schloss Waldstein und brannten es bis auf die Grundmauern nieder. Das Schloss verfiel und wurde von den Sparneckern, deren Ende damit besiegelt war, nicht wieder aufgebaut. Die Lehen Burg Sparneck, Waldstein und Stockerode (mit weiteren 22 abgabenpflichtigen Dörfern) wurden von der Krone Böhmen eingezogen und an Christoph Haller von Hallerstein auf Burg Ziegelstein († 1581), Rat Kaiser Karls V., verkauft. Der Letzte der Familie Sparneck verstarb 1744 in Wunsiedel.

### Der Holzschnitt des Hans Wandereisen
Hauptartikel: Wandereisen-Holzschnitte von 1523

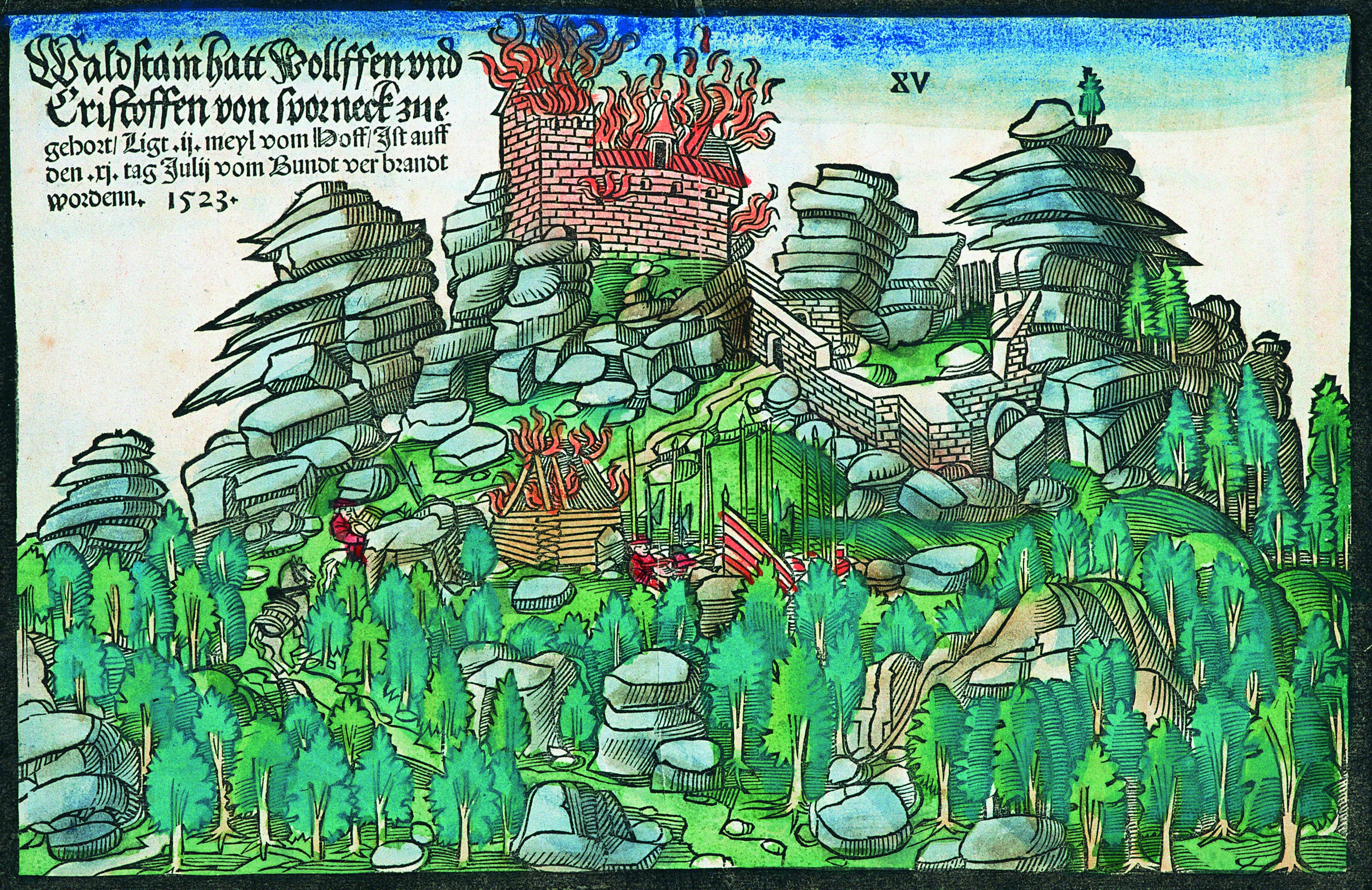
Nachträglich colorierter Holzschnitt des Hans Wandereisen von 1523

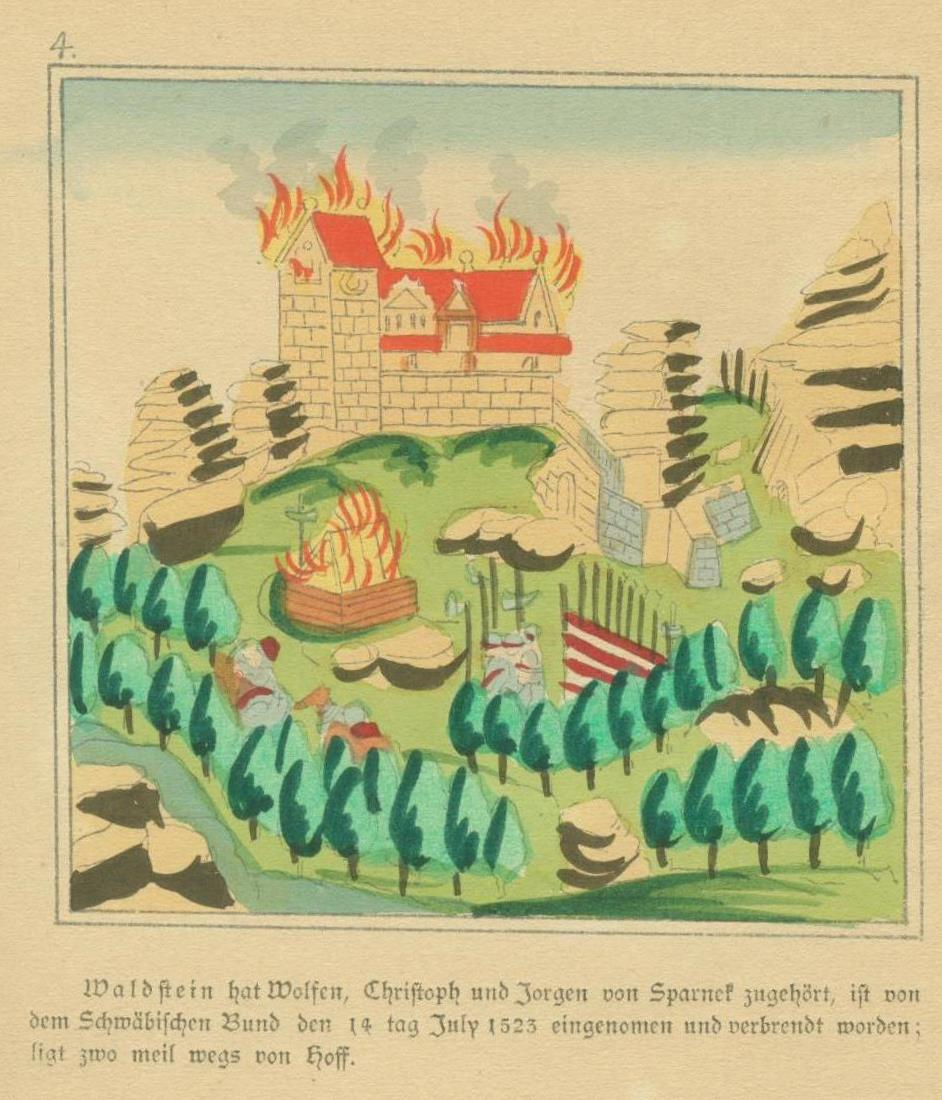
Darstellung des Holzschnittes von Joseph Baader aus dem 19. Jahrhundert

Auf dem Holzschnitt des Kriegsberichterstatters Hans Wandereisen wird die Burg als über der Umgebung thronend dargestellt. Gemessen an der Anzahl der Stockwerke ist sie überhöht abgebildet, dennoch erhebt sich die Ruine auch heute noch beeindruckend auf einem Felsplateau.
Um den Bergsporn ist der Wald gerodet, was den Blick auf die Truppen des Bundes ermöglicht. In den originalen Akten, die Freiherr von Reitzenstein veröffentlichte, ist die Rede von einem Schaffhausen. Man kann das hölzerne Häuschen als solchen identifizieren.
Folgt man dem Weg, auf dem ein Reiter mit Pulverfässern dargestellt ist, nach oben, gelangt man in die Vorburg, von der noch eine Seite des Burgtores erhalten ist. Diese Vorburg ist von allen Seiten her gut geschützt und nur an der Rückseite erkennt man einen einfachen Palisadenzaun, der die natürliche Felsformation ausnutzt. In der linken Hälfte der Vorburg ist ein steinernes Häuschen zu erkennen, das laut Schwarz als Lager genutzt wurde.
Die Hauptburg bestand aus einem Palas, einem Torhaus, einem Wehrgang mit Scharwachttürmchen (auf dem Holzschnitt in der Burgmitte und überdimensioniert dargestellt) und einem quadratischen Bergfried. Der Zugang zur Hauptburg war durch eine Zugbrücke gesichert, die auf dem Holzschnitt nicht zu erkennen ist. Verschiedene Nachforschungen, auch durch Karl Dietel stützen jedoch diese These.

### Die Kriegsakten von 1523
„Waltstain, ain schloßs der Sparnecker, darauff die gefanngen gelegen, die selbst auskomen sindt durch hilff des almechtigen: Item deßselben tags ist durch Wolffen von Freyburg, einem edlman, so von der statt Augspurg zu haubtmann geordnet was, das schloß Waltstain, so des Cristoffen vnd Jorgen von Sparneckh, gebrüdere gewest, darauff die gefanngen gelegen vnd auskomen sind, nemlich Johann Lampartter und Pamgartner, verprennt vnd die gefengnus mit pulfer zersprenngt vnd zerrißsen. Dasselb schloßs ist gar ein mordtgruben vnd nichts erpauen, an einem wilden ortt in einem walde gelegen, vnd nichts darinn gewest.“

Transkription: Waldstein, ein Schloss der Sparnecker, auf dem die Gefangenen lagen, die selbst durch die Hilfe des Allmächtigen entkommen sind: Am selben Tag ist durch Christoph von Freyburg, einem Edelmann, der von der Stadt Augsburg zum Hauptmann berufen wurde, das Schloss Waldstein, das den Gebrüdern Christoph und Jörg von Sparneck gehörte, in dem die Gefangenen gelegen haben und entkommen sind, nämlich Johann Lamparter und Baumgärtner, verbrennt und das Gefängnis mit Pulver zersprengt und zerrissen worden. Dieses Schloss ist eine Mordgrube und an einem wilden Ort in einem Wald erbaut. Es war nichts mehr darin zu finden. (Die Sparnecker flohen vor den näherkommenden Truppen und nahmen mit, was sie tragen konnten)

### Warte im Spanischen Erbfolgekrieg

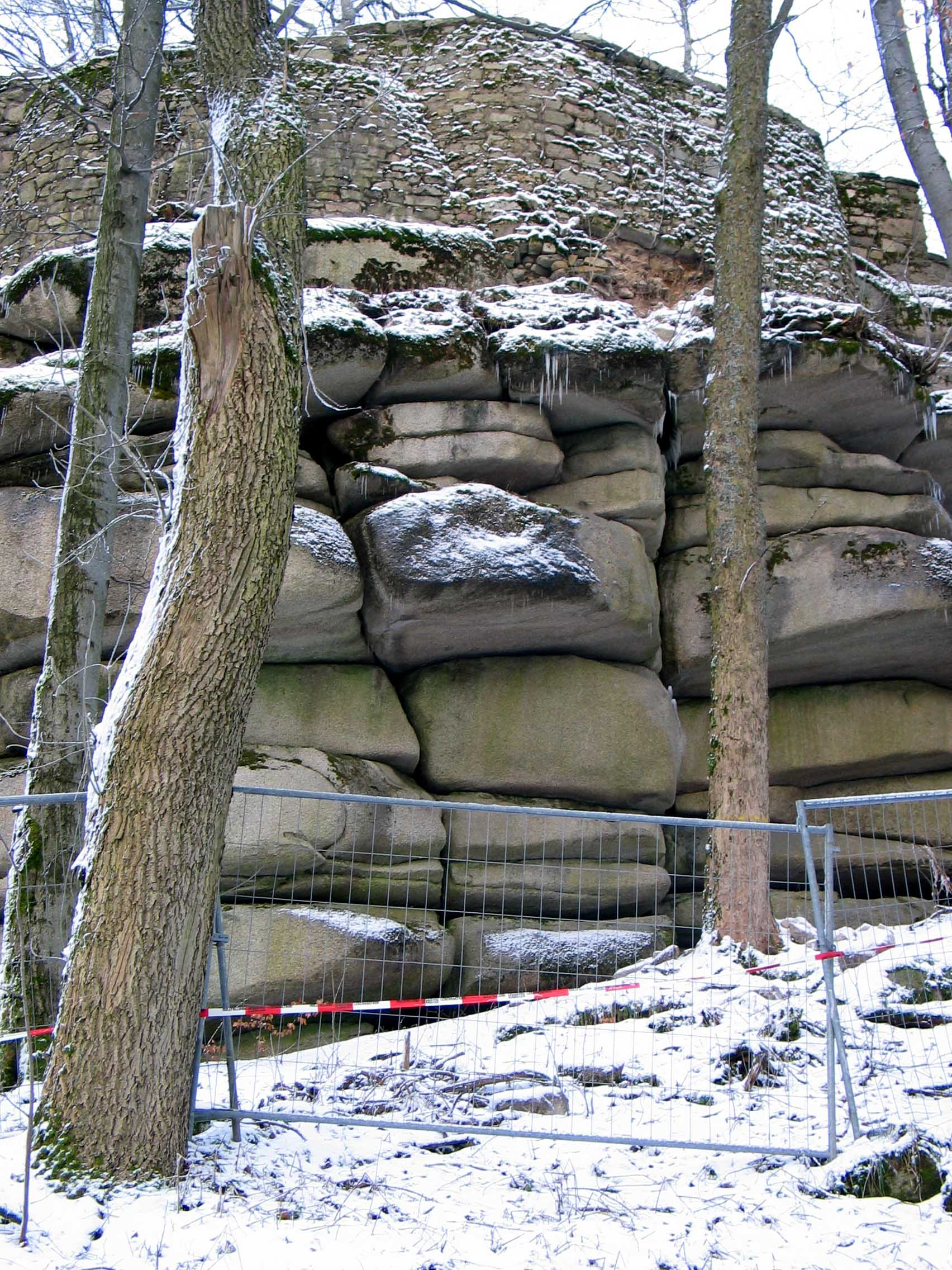
2007 stürzten Teile der Mauer von der Burg herunter

Nach der Zerstörung im Jahr 1523 geriet die Burg in Vergessenheit. Erst im Spanischen Erbfolgekrieg (1701–1714) wurde sie wieder als Lager genutzt und das Torhaus als Warte überdacht. Die dafür verwendeten roten Ziegel brachten ihr den Namen Rotes Schloss ein, den der Hofer Gymnasialdirektor Helfrecht in seiner 1795 veröffentlichten Arbeit erstmals für das Schloss benutzte. Der Kartograph Johann Christoph Stierlein stellte 1816 eine erstmals sehr präzise Karte des Burgbereichs mit dem noch vorhandenen Bestand fertig.

## Die Burg heute
Von der einstmals stolzen Felsenburg sind nur noch die Grundmauern übriggeblieben. 2007 stürzte ein kleiner Teil der Mauer herab. Das Landesamt für Denkmalpflege stellte Überlegungen an, die Anlage zu retten. Schließlich wurde ein Großteil der Ruine vom 1. August 2023 bis zum 13. Oktober  2024 mit Granit saniert. 

### Die Waldsteinfestspiele
Die Waldsteinfestspiele wurden erstmals 1923, also 400 Jahre nach der Zerstörung der Veste Waldstein vom Fichtelgebirgsverein Münchberg inszeniert. 1995 gründete sich der Verein Felsenbühne Waldstein e. V., der zurzeit 150 Mitglieder zählt und seit seiner Gründung schon vier historische Stücke, drei davon vereinsintern geschrieben, auf der Bühne am Fuße der Waldsteinburg aufgeführt hat.